# Ryoya Ogawa
Ryoya Ogawa (小川 諒也 Ogawa Ryoya?), född 24 november 1996 i Tokyo prefektur, är en japansk fotbollsspelare.
Ogawa började sin karriär 2015 i FC Tokyo.